# Erg d’Admer
Der Erg d’Admer (auch Erg Admer, arabisch عرق آدمر‎) ist eine Sandwüste (Erg) der Sahara in Südalgerien.

## Topografie
Der Erg d’Admer umfasst eine Fläche von rund 6000 km² und befindet sich größtenteils in der Provinz Djanet. Die südlichen Ausläufer des Ergs reichen bis in die Provinz Tamanrasset.
In Nordwest-Südost-Richtung erstreckt er sich über rund 190 km Länge, die Breite variiert zwischen 20 km und maximal 60 km. Im Nordosten wird der Erg vom Tassili n’Ajjer-Gebirge begrenzt. Die Westgrenze wird vom breiten Wadi Tafassasset (Oued Tafasaset) gebildet, welches sich bis in den Niger an den Rand der Tenere zieht.
Der Erg d’Admer bildet keine zusammenhängende Sandwüste, sondern besteht aus einem Geflecht schmaler und bis zu 200 m über den flachen Festgesteinsuntergrund aufragender Dünenkämme, deren höchste Erhebungen 1240 m erreichen.

## Besiedelung
Innerhalb des Ergs gibt es keinerlei Siedlungen. Mit Ausnahme der im Nordosten gelegenen Oasenstadt Djanet und der im Norden gelegenen Kleinstadt Bordj El Haouas gibt es auch in der Umgebung des Ergs keine Siedlungen. Im Süden und Südosten befinden sich wegen der Grenznähe zum Niger mehrere Militärstationen.
Im Zentral- und Südteil des Ergs finden sich auf Erhebungen der Festgesteinsbasis etwa 100 Hügelgräber (zumeist Rundgräber, aber auch einige Schlüsselloch- und Antennengräber) als Zeugen einer neolithischen Besiedlung. Im Nordteil des Ergs sind nur wenige dieser Gräber vorhanden.

## Vegetation
Der Erg d’Admer ist mit Ausnahme einzelner Büsche an seinen Rändern vollkommen vegetationslos.

## Verkehr
Der Mittelteil des Ergs wird westlich von Djanet von zwei einfach zu befahrenden Pisten gequert, welche nur über wenige sanfte Dünenrücken führen. Im Nord- und Südteil des Erg d’Admer existieren keinerlei Pisten.